# Kypello Ellados 1952-1953
La Coppa di Grecia 1952-1953 è stata la 11ª edizione del torneo. La competizione è terminata il 17 maggio 1953. L'Olympiacos ha vinto il trofeo per la quarta volta, battendo in finale l'AEK Atene.

## Ottavi di finale
| Squadra 1        | Risultato | Squadra 2          |
| ---------------- | --------- | ------------------ |
| OFI Creta        | 0 – 9     | Panathīnaïkos      |
| Chalandri        | 1 – 4     | Olympiacos         |
| Arīs Salonicco   | 1 – 2     | Paniōnios          |
| Fostiras         | 2 – 0     | Ethnikos Pireo     |
| AEK Atene        | 4 – 1     | Panelefsiniakos    |
| Thyella Patrasso | 0 – 3     | Makedonikos        |
| Olympiakos Volos | 0 – 1     | Apollōn Kalamarias |
| Arīs Salonicco   | 5 – 1     | Īraklīs            |

## Quarti di finale
| Squadra 1      | Risultato | Squadra 2          |
| -------------- | --------- | ------------------ |
| Panathīnaïkos  | 3 – 0     | Apollōn Smyrnīs    |
| Arīs Salonicco | 0 – 1     | AEK Atene          |
| Paniōnios      | 2 – 1     | Apollōn Kalamarias |
| Fostiras       | 1 – 3     | Olympiacos         |

## Semifinali
| Squadra 1     | Risultato | Squadra 2  |
| ------------- | --------- | ---------- |
| Panathīnaïkos | 1 – 2     | Olympiacos |
| AEK Atene     | 2 – 1     | Paniōnios  |

## Finale
| Arbitro: | Zapardas |

|                                   |           |                           |
| Kansos 21’ Kansos 37’ Darivas 79’ | Marcatori | 83’ Serafidis 88’ Kanakis |